# День студента в Иране
День студента (перс. روز دانشجو‎, Ruz-e daneshju) — день памяти убийства трех студентов Тегеранского университета 7 декабря 1953 года (16 азара 1332 г.) иранской полицией в эпоху правления династии Пехлеви. Ежегодно в этот день студенты многих университетов организовывают демонстрации. В этом памятном дне участвуют как религиозные, так и светские студенческие движения.
Ахмад Гандчи, который являлся членом Национального фронта Ирана, и два других студента — Мехди Шариат-Резави и Мостафа Бозорг-Ниа, принадлежащие к Народной партии Ирана, были убиты жандармами шахского режима. По молодым людям открыли огонь, когда те направлялись на акцию протеста против возобновления отношений Ирана с Великобританией, а также предстоящего визита вице-президента США Ричарда Никсона.
В 2009 году на День студента в Иране прошла волна протестов, направленных против результатов президентских выборов.

## История
В 40-х и начале 50-х гг. XX века после того, как Реза-шах отрекся от престола, среди студентов Тегеранского университета (на тот момент единственного современного высшего учебного заведения) возросла политическая активность. Университеты оставались важнейшим местом, где проходили протесты. В этот период более половины студентов Тегеранского университета были приверженцами или членами Народной партии Ирана. Однако после вступления на пост премьер-министра Мохаммеда Мосаддыка, а также в связи с ростом популярности созданного им Национального фронта Ирана, Народная партия Ирана перестала быть доминирующей.
После государственного переворота 19 августа 1953 года (28 мордада 1332 года), организованного Великобританией и США, в результате которого правительство Мохаммеда Мосаддыка было смещено, партии, ранее входившие в Национальный фронт Ирана, сформировали коалицию под названием «Национальное движение сопротивления». Её целью было восстановление демократии в стране, в связи с чем осенью 1953 года в Тегеранском университете и на Тегеранском базаре был организован ряд протестов и забастовок, в том числе 8 октября и 12 ноября.
Спустя несколько недель было объявлено о восстановлении отношений Ирана и Великобритании (которые были разорваны Мохаммедом Мосаддыком) и о предстоящем визите тогдашнего вице-президента США Ричарда Никсона. Он должен был прибыть в Тегеран 9 декабря, чтобы отпраздновать с шахом свержение правительства Мосаддыка и восстановление монархии. Визит Никсона в Иран также демонстрировал полную поддержку шахом США.
Эти события стали поводом для очередных протестов, и 7 декабря студенты Тегеранского университета под покровительством «Национального движения сопротивления» стали выступать с речами в аудиториях, устроив переполох во всем университете. Правительство, в свою очередь, приняло решение разогнать демонстрации, чтобы не допустить дальнейших действий оппозиции. Солдаты и члены специальных подразделений армии ворвались в учебные аудитории, в результате чего сотни студентов были задержаны и многие ранены. Три студента — Ахмад Гандчи, Мехди Шариат-Резави Мостафа Бозорг-Ниа — были застрелены.
Шариат-Резави и Бозорг-Ниа скончались на месте. Их похоронили на кладбище имамзаде Абдолла в религиозном городе Рей на юге Тегерана.
Гандчи был госпитализирован, однако спустя сутки скончался от полученных ранений. Юношу похоронили на старом кладбище Месгар Аабаад на востоке Тегерана, однако семье Гандчи сообщили, что его тело находится в Рее. Ночью родственники молодого человека поехали на кладбище, вскрыли могилу и похоронили Гандчи вместе со своими друзьями.
9 декабря в Иран прибыл Ричард Никсон, встреча с которым проходила в Тегеранском университете, оккупированном вооруженными силами.
События, произошедшие в декабре 1953 года, стали реакцией организаторов государственного переворота. За ней последовали дальнейшие репрессии всех представителей оппозиции. После Исламской революции 1979 года Конфедерация иранских студентов, которые учились за пределами Ирана и выступали в качестве оппозиции шахского режима, объявили 7 декабря днем студента. С тех пор ежегодно в этот день иранские студенты организовывают протесты. В действительности, события, происходящие 7 декабря, стали хорошим показателем отношения населения к власти и определения масштабов сил оппозиции в стране.